# Chaetodon ephippium
Chaetodon ephippium, một số tài liệu tiếng Việt gọi là cá nàng đào đốm đen, là một loài cá biển thuộc chi Cá bướm (phân chi Rabdophorus) trong họ Cá bướm. Loài này được mô tả lần đầu tiên vào năm 1831.

## Từ nguyên
Danh từ định danh ephippium bắt nguồn từ ἐφίππιον (ephíppion) trong tiếng Hy Lạp cổ đại và có nghĩa là "cái yên", hàm ý đề cập đến đốm đen nổi bật ở góc trên của thân sau của loài cá này.

## Phạm vi phân bố và môi trường sống
Từ Sri Lanka (có thể là những cá thể lang thang), C. ephippium được phân bố trải dài về phía đông đến quần đảo Hawaii (Hoa Kỳ), quần đảo Marquises và Tuamotu (Polynésie thuộc Pháp), ngược lên phía bắc đến vùng biển phía nam Nhật Bản, xa về phía nam đến Úc (gồm cả quần đảo Cocos (Keeling) ở phía tây) và Rapa Iti (Polynésie thuộc Pháp).
Ở Việt Nam, C. ephippium được ghi nhận tại quần đảo Hoàng Sa; đảo Lý Sơn và ven bờ Quảng Ngãi; Phú Yên; Ninh Thuận; vịnh Vân Phong và vịnh Nha Trang (Khánh Hòa).
Môi trường sống của C. ephippium khá đa dạng, có thể bắt gặp chúng ở những khu vực có sự phát triển phong phú của san hô trong các đầm phá hay trên các rạn viền bờ, độ sâu đến ít nhất là 30 m.

## Mô tả
C. ephippium có chiều dài cơ thể lớn nhất được ghi nhận là 30 cm. Thân của C. ephippium có màu xám phớt xanh, đặc trưng bởi vệt đen lớn ở góc trên của thân sau, được viền dải trắng dày. Vệt đen này lan rộng sang phần lớn vây lưng, trừ phần phía cuối vây lưng là màu cam sẫm, được viền dải xanh óng. Vây lưng có một sợi tia vươn dài ngược ra sau ở cá trưởng thành. Nửa thân dưới và bụng có các sọc ngang màu xanh lam. Màu cam bao quanh vùng mõm, lan xuống ngực. Vây hậu môn có dải màu vàng dọc theo viền ngoài, sát bên trong là một viền mỏng màu cam. Vây bụng màu vàng cam. Vây đuôi trong suốt, viền mỏng màu vàng ở rìa sau; cuống đuôi màu cam. Vây ngực cũng trong suốt, có đốm cam ở gốc.
Số gai ở vây lưng: 12–14; Số tia vây ở vây lưng: 21–24; Số gai ở vây hậu môn: 3; Số tia vây ở vây hậu môn: 20–22; Số tia vây ở vây ngực: 15–16; Số gai ở vây bụng: 1; Số tia vây ở vây bụng: 5; Số vảy đường bên: 33–40.

## Sinh thái học

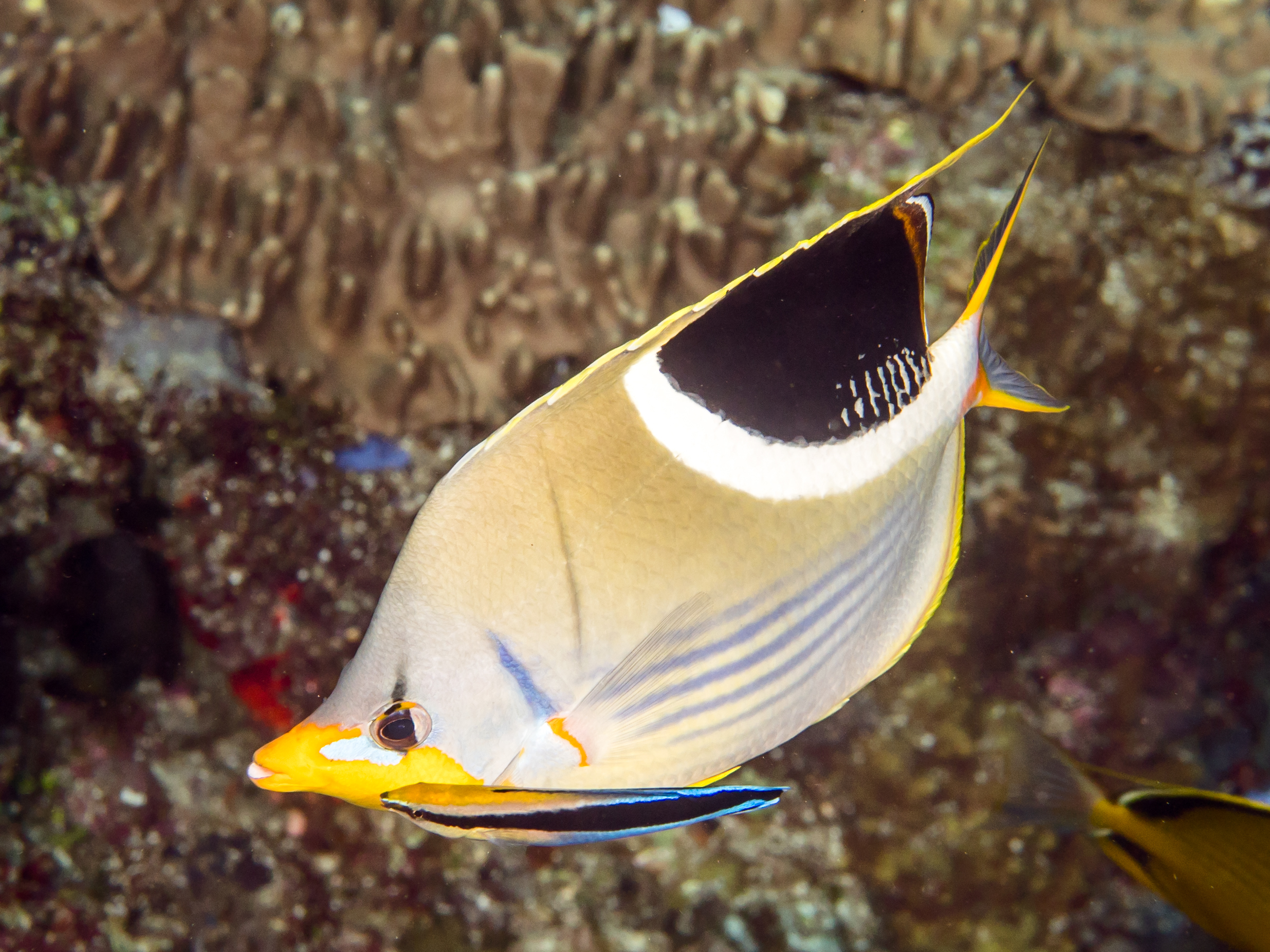
C. ephippium và cá bàng chài Labroides dimidiatus

C. ephippium là loài ăn tạp, thức ăn của chúng bao gồm tảo, hải miên (bọt biển) và một số loài thủy sinh không xương sống. Loài này đôi khi cũng ăn các polyp san hô nhưng đây không phải thức ăn chính của chúng. Ở rạn san hô Great Barrier, C. ephippium ít ăn san hô nhưng ăn chủ yếu những con mồi nhỏ trên chất nền không phải san hô.

## Phân loại học
C. ephippium có quan hệ gần nhất với hai loài Chaetodon ocellicaudus và Chaetodon melannotus dựa theo kết quả phân tích phát sinh chủng loại phân tử.

## Lai tạp
Những cá thể lai tạp giữa C. ephippium và 3 loài Chaetodon khác là Chaetodon auriga, Chaetodon semeion và Chaetodon xanthocephalus đã được quan sát và ghi nhận trong tự nhiên.

## Thương mại
C. ephippium là một loài được xuất khẩu phổ biến trong ngành thương mại cá cảnh.